# Лебське
Лебське (рос. Лебское) — присілок в Лешуконському районі Архангельської області Російської Федерації.
Населення становить 42 особи. Входить до складу муніципального утворення Вожгорське муніципальне утворення.

## Історія
Від 1937 року належить до Архангельської області.
Від 2004 року належить до муніципального утворення Вожгорське муніципальне утворення.

## Населення
| 2002 | 2010 | 2012 |
| ---- | ---- | ---- |
| 74   | ↘44  | ↘42  |